# Hogna chickeringi
Hogna chickeringi este o specie de păianjeni din genul Hogna, familia Lycosidae. A fost descrisă pentru prima dată de Chamberlin și Ivie, 1936.
Este endemică în Panama. Conform Catalogue of Life specia Hogna chickeringi nu are subspecii cunoscute.